# Lijst van rijksmonumenten in Egmond aan den Hoef
De plaats Egmond aan den Hoef telt 19 inschrijvingen in het rijksmonumentenregister. Hieronder een overzicht.
| Object | Oorspronkelijke functie?  | Bouwjaar  | Architect                   | Locatie                    | Coördinaten?                  | Nr.?   | Afbeelding                |
| --- | ------------------------- | --------- | --------------------------- | -------------------------- | ----------------------------- | ------ | ------------------------- |
| Wimmenumer Molen | Industrie- en poldermolen | 1774      |                             | Krommedijk 2               | 52° 38' 24" NB, 4° 40' 34" OL | 14592  | Meer afbeeldingen         |
| Restant van de korenmolen van Egmond (ook wel de Koffiemolen) | Industrie- en poldermolen | 1899      |                             | Egmonderstraatweg 34       | 52° 37' 12" NB, 4° 38' 44" OL | 14593  | Meer afbeeldingen         |
| Bosmolen | Industrie- en poldermolen | 1565      |                             | Hoeverweg 35               | 52° 38' 30" NB, 4° 42' 2" OL  | 14594  | Meer afbeeldingen         |
| Belangrijke overblijfselen van het kasteel Egmond, in 1933-'37 ontgraven en vervolgens tot even boven de grond opgetrokken                                                       | Kasteel, buitenplaats     | 1129      |                             | slotweg ongd               | 52° 37' 20" NB, 4° 39' 13" OL | 14595  | Meer afbeeldingen         |
| Hoekhuis thans met schilddak. Gevel met vensterbogen en gevelsteen | Woonhuis                  | 17e eeuw  |                             | Schoolstraat 31            | 52° 37' 16" NB, 4° 39' 9" OL  | 14596  | Meer afbeeldingen         |
| Gepleisterd pand, met aan de straat een gemetselde dakkapel met in- en uitgezwenkte topgevel. Vormt een geheel met de buurnummers 15 en 17                                       | Woonhuis                  | 17e eeuw  |                             | Slotweg 13                 | 52° 37' 17" NB, 4° 39' 8" OL  | 14597  | Meer afbeeldingen         |
| Gepleisterd pand, met aan de straat een gemetselde dakkapel met in- en uitgezwenkte topgevel met toppilaster. Vormt een geheel met de buurnummers 13 en 17                       | Woonhuis                  | 17e eeuw  |                             | Slotweg 15                 | 52° 37' 17" NB, 4° 39' 8" OL  | 14598  | Meer afbeeldingen         |
| Pand met baksteen, met aan de straat een gemetselde dakkapel met in- en uitgezwenkte topgevel. Vormt een geheel met de buurnummers 13 en 15                                      | Boerderij                 | 17e eeuw  |                             | Slotweg 17                 | 52° 37' 16" NB, 4° 39' 4" OL  | 14599  | Meer afbeeldingen         |
| Slotkapel | Kerk en kerkonderdeel     | 1431      |                             | Slotweg 19                 | 52° 37' 18" NB, 4° 39' 11" OL | 14600  | Meer afbeeldingen         |
| Langgerekt pand van baksteen. Vermoedelijk deel uitmakend van de oorspronkelijke dienstgebouwen van het kasteel. Vensterbogen met natuursteenblokken en maskersluitstenen        | Boerderij                 | 17e eeuw  |                             | Slotweg 42                 | 52° 37' 16" NB, 4° 39' 15" OL | 14601  | Meer afbeeldingen         |
| Pand van baksteen. Vensterbogen met natuursteenblokken en maskersluitstenen. Twee dakkapellen. Vermoedelijk deel uitmakend van de oorspronkelijke dienstgebouwen van het kasteel | Werk-woonhuis             | 17e eeuw  |                             | Slotweg 44                 | 52° 37' 16" NB, 4° 39' 16" OL | 14602  | Meer afbeeldingen         |
| Pand van baksteen. Vensterbogen met natuursteenblokken en maskersluitstenen. Twee dakkapellen. Vermoedelijk deel uitmakend van de oorspronkelijke dienstgebouwen van het kasteel | Woonhuis                  | 17e eeuw  |                             | weg naar de oude veert 3,5 | 52° 37' 16" NB, 4° 39' 17" OL | 14603  | Meer afbeeldingen         |
| Stadter-Tolhuijs: tolhuis | Overheidsgebouw           | 1850      |                             | Hoeverweg 10               | 52° 37' 59" NB, 4° 40' 44" OL | 515963 | Stadter-Tolhuijs: tolhuis |
| Stadter-Tolhuijs: wagenschuur / paardenstal | Opslag                    | 1850      |                             | Hoeverweg bij 10           | 52° 37' 60" NB, 4° 40' 45" OL | 515964 | Meer afbeeldingen         |
| Gemeentehuis (deel van bezoekerscentrum Huys Egmont) | Bestuursgebouw en onderdl | 1871      |                             | Slotweg bij 46             | 52° 37' 16" NB, 4° 39' 17" OL | 515975 | Meer afbeeldingen         |
| Stolpboerderij "Bonne Hoeve" | Boerderij                 | 1873      |                             | Egmondermeer 10            | 52° 37' 46" NB, 4° 42' 28" OL | 515976 | Upload foto               |
| Voormalig klooster "Karmel" | Klooster, kloosteronderdl | 1931      | C.M. van Moorsel            | Herenweg 269               | 52° 35' 44" NB, 4° 39' 40" OL | 515977 | Meer afbeeldingen         |
| Duinboerderij "Vogelwater" ook wel "Berwout" | Boerderij                 | 1800-1850 | C.W. Royaards (restauratie) | Staringweg 2               | 52° 34' 47" NB, 4° 37' 54" OL | 515978 | Meer afbeeldingen         |
| Landhuis "Koningshof" | Woonhuis                  | ca. 1865  |                             | Weg naar de Bleek 5        | 52° 36' 30" NB, 4° 38' 38" OL | 515979 | Meer afbeeldingen         |